# Ollezy
Ollezy és un municipi francès situat al departament de l'Aisne i a la regió dels Alts de França. L'any 2007 tenia 145 habitants.

## Demografia

### Població
El 2007 la població de fet d'Ollezy era de 145 persones. Hi havia 54 famílies de les quals 13 eren unipersonals (3 homes vivint sols i 10 dones vivint soles), 17 parelles sense fills, 21 parelles amb fills i 3 famílies monoparentals amb fills.
La població ha evolucionat segons el següent gràfic:
Habitants censats

### Habitatges
El 2007 hi havia 63 habitatges, 56 eren l'habitatge principal de la família, 4 eren segones residències i 3 estaven desocupats. Tots els 63 habitatges eren cases. Dels 56 habitatges principals, 42 estaven ocupats pels seus propietaris i 14 estaven llogats i ocupats pels llogaters; 3 tenien tres cambres, 17 en tenien quatre i 35 en tenien cinc o més. 43 habitatges disposaven pel capbaix d'una plaça de pàrquing. A 22 habitatges hi havia un automòbil i a 29 n'hi havia dos o més.

### Piràmide de població
La piràmide de població per edats i sexe el 2009 era:
| Homes | Edats   | Dones |
| ----- | ------- | ----- |
| 0     | 95 o +  | 0     |
| 0     | 90 a 94 | 0     |
| 0     | 85 a 89 | 0     |
| 0     | 80 a 84 | 0     |
| 4     | 75 a 79 | 12    |
| 4     | 70 a 74 | 4     |
| 4     | 65 a 69 | 0     |
| 4     | 60 a 64 | 4     |
| 4     | 55 a 59 | 8     |
| 4     | 50 a 54 | 0     |
| 0     | 45 a 49 | 4     |
| 8     | 40 a 44 | 0     |
| 0     | 35 a 39 | 4     |
| 12    | 30 a 34 | 12    |
| 0     | 25 a 29 | 4     |
| 4     | 20 a 24 | 0     |
| 12    | 15 a 19 | 8     |
| 8     | 10 a 14 | 4     |
| 12    | 5 a 9   | 4     |
| 4     | 0 a 4   | 8     |

## Economia
El 2007 la població en edat de treballar era de 88 persones, 60 eren actives i 28 eren inactives. De les 60 persones actives 57 estaven ocupades (34 homes i 23 dones) i 4 estaven aturades (2 homes i 2 dones). De les 28 persones inactives 8 estaven jubilades, 8 estaven estudiant i 12 estaven classificades com a «altres inactius».

### Ingressos
El 2009 a Ollezy hi havia 61 unitats fiscals que integraven 166 persones, la mediana anual d'ingressos fiscals per persona era de 15.001 €.

### Activitats econòmiques
Dels 7 establiments que hi havia el 2007, 2 eren d'empreses de construcció, 3 d'empreses de comerç i reparació d'automòbils i 2 d'empreses classificades com a «altres activitats de serveis».
Dels 2 establiments de servei als particulars que hi havia el 2009, 1 era un guixaire pintor i 1 empresa de construcció.
L'any 2000 a Ollezy hi havia 4 explotacions agrícoles.

## Poblacions més properes
El següent diagrama mostra les poblacions més properes.